# Prevotella corporis
Espèce
Prevotella corporis est une espèce de bactéries à Gram négatif de la famille des Prevotellaceae.

## Taxonomie
Le nom correct complet (avec auteur) de ce taxon est Prevotella corporis (Johnson & Holdeman 1983) Shah & Collins 1990.
Prevotella corporis a pour synonyme :
- Bacteroides corporis Johnson & Holdeman 1983

### Étymologie
L'étymologie du nom spécifique de l'espèce P. corporis est la suivante : cor.po.ris. L. neut. n. corpus (gen. corporis), corps; L. gen. neut. n. corporis, du corps, ce qui se réfère au lieu d’isolement de cet organisme des échantillons cliniques humains.